# Pavoraja
'Pavoraja' es un género de peces de la familia de los Rajidae en el orden de los Rajiformes.

## Especies
- Pavoraja alleni (McEachran & Fechhelm, 1982)
- Pavoraja arenaria (Last, Mallick & Yearsley, 2008)
- Pavoraja mosaica (Last, Mallick & Yearsley, 2008)
- Pavoraja nitida (Günther, 1880)
- Pavoraja pseudonitida (Last, Mallick & Yearsley, 2008)
- Pavoraja umbrosa (Last, Mallick & Yearsley, 2008)